# Åke Seyffarth
Åke Seyffarth, né le 15 janvier 1919 à Stockholm et mort le 1er janvier 1998 à Mora, est un patineur de vitesse suédois. 
Il est champion olympique du 10 000 mètres et vice-champion olympique du 1 500 mètres aux Jeux olympiques d'hiver de 1948 à Saint-Moritz.
Un incident sur la piste lui a fait perdre le podium olympique du 5 000 mètres.

## Biographie
Au début des années 1940, Åke Seyffarth est l'un des meilleurs patineurs de vitesse.   
En février 1941, il bat le record du monde du 5 000 mètres à Davos. En septembre, il est suspendu six mois par sa fédération.  
À son retour de suspension, il bat le record du monde du 3 000 mètres, à Davos. Durant cette période, il remporte trois titres nationaux sur le contre la montre en cyclisme sur route.  
En 1943, il se blesse dans un accident de moto-cross. Sur un saut, sa tête heurte un pilier en béton ; il reste inconscient pendant 24 heures. 
La Seconde Guerre mondiale a arrêté l'entraînement et le développement de sa génération de patineurs. De retour en compétition internationale, il  remporte le championnat d'Europe toutes épreuves de 1947, devant ses supporteurs, à Stockholm. Il obtient une troisième place aux championnats du monde.  
Aux Jeux olympiques d'hiver de 1948 à Saint-Moritz, Åke Seyffarth est favori de la course de 5 000 mètres, étant le détenteur du record du monde.  Pendant sa course, un photographe se place sur la glace pour le prendre en photo. Frôlant l'homme, Seyffarth perd de nombreuses secondes et termine septième,. 
Le lendemain, il termine deuxième de la course du 1 500 mètres, et, deux jours plus tard, remporte la course de 10 000 mètres avec un écart de 9 s 7 sur le second,. Il passe en 9 min 20 s aux 5 000 mètres, accélère sur la deuxième partie, conclut en 17 min 26 s 3,. 
À son retour au pays, il ouvre un magasin d'équipements sportifs.

## Palmarès
Jeux olympiques d'hiver
- Jeux olympiques d'hiver de 1948 à Saint-Moritz,  Suisse
  -  Médaille d'or du 10 000 mètres
  -  Médaille d'argent du 1 500 mètres

Championnats du monde toutes épreuves de patinage de vitesse
- Médaille de bronze en 1947

Championnats d'Europe
- Médaille d'or en 1947

## Records du monde
Son record du monde du 5 000 mètres, établi à Davos en février 1941, n'est homologué par la Fédération internationale du patinage que six mois plus tard, en novembre.
Son record du monde du 3 000 mètres est battu onze ans plus tard par trois Néerlandais ; coup sur coup, en 25 minutes, ils le battent tous les trois.
| Compétition | Résultat | Date           | Lieu  |
| ----------- | -------- | -------------- | ----- |
| 5 000 m     | 8:13.7   | 3 février 1941 | Davos |
| 3 000 m     | 4:45.7   | 3 février 1942 | Davos |